# Nina Janković

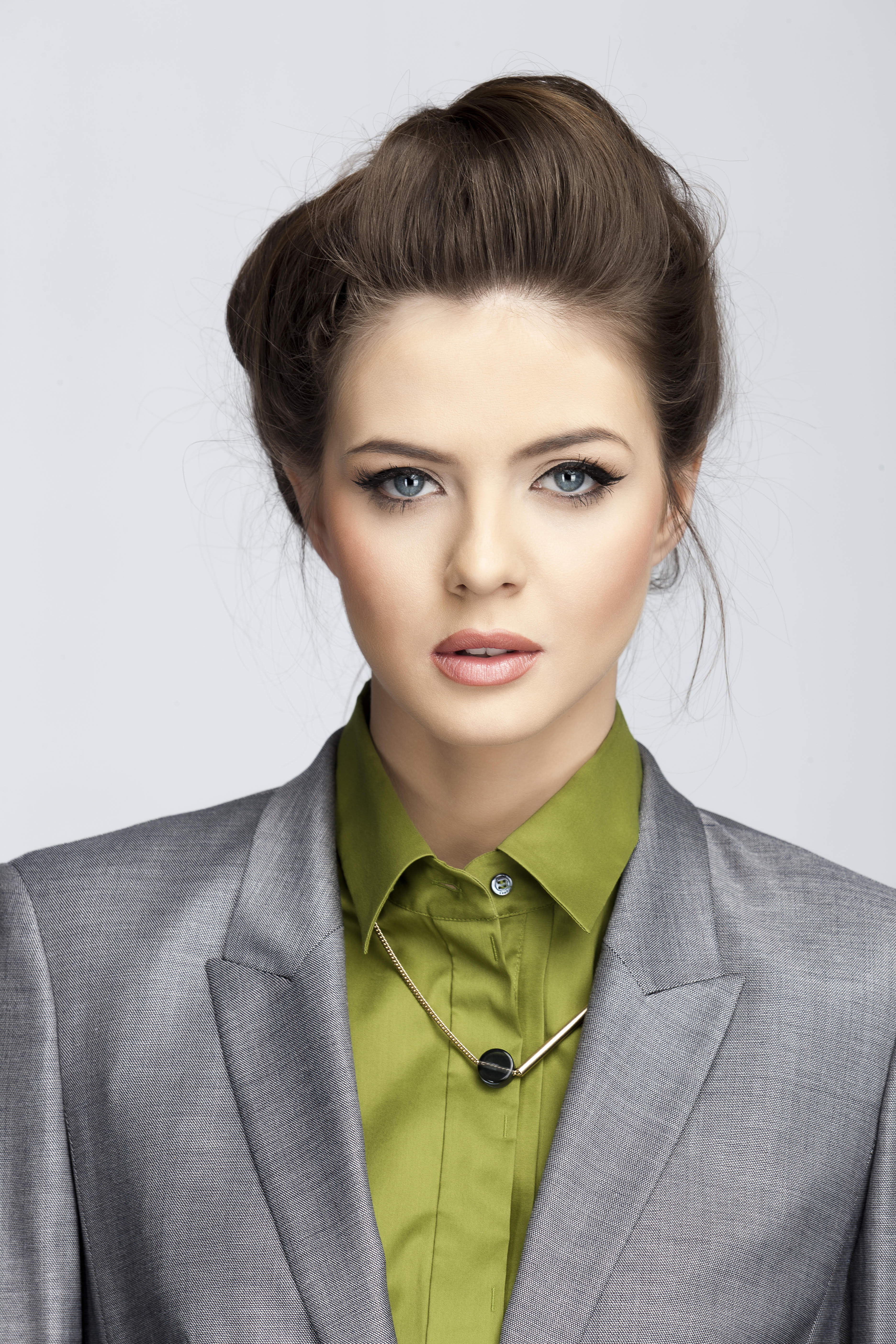
Nina Janković

Nina Janković (en serbio, Нина Јанковић; Šabac, 20 de abril de 1988) es una actriz serbia que se hizo conocida por la famosa película de Dragan Bjelogrlić (Драган Бјелогрлић) Montevideo: que Dios te bendiga! (Монтевидео, Бог те видео!)
| Año   | Título                                                                                             | Personaje                                 |
| ----- | -------------------------------------------------------------------------------------------------- | ----------------------------------------- |
| 2010. | Монтевидео, Бог те видео! - Montevideo, Bog te video! (Montevideo: que Dios te bendiga!)           | Valériya (Валерија)                       |
| 2011. | Певај, брате! - Pevaj, brate! (¡Canta, hermano!)                                                   | Betsa (Беца)                              |
| 2011. | Игра истине - Igra istine (El juego de la verdad)                                                  | Ana (Ана)                                 |
| 2011. | Цват липе на Балкану - Tsvat lipe na Balkanu (Inflorescencia de cal en los Balcanes). Serie de TV. | Svetlana Lana Lazić (Светлана Лана Лазић) |
| 2012. | Јагодићи - Yagodići                                                                                |                                           |